# Gruta de Belém

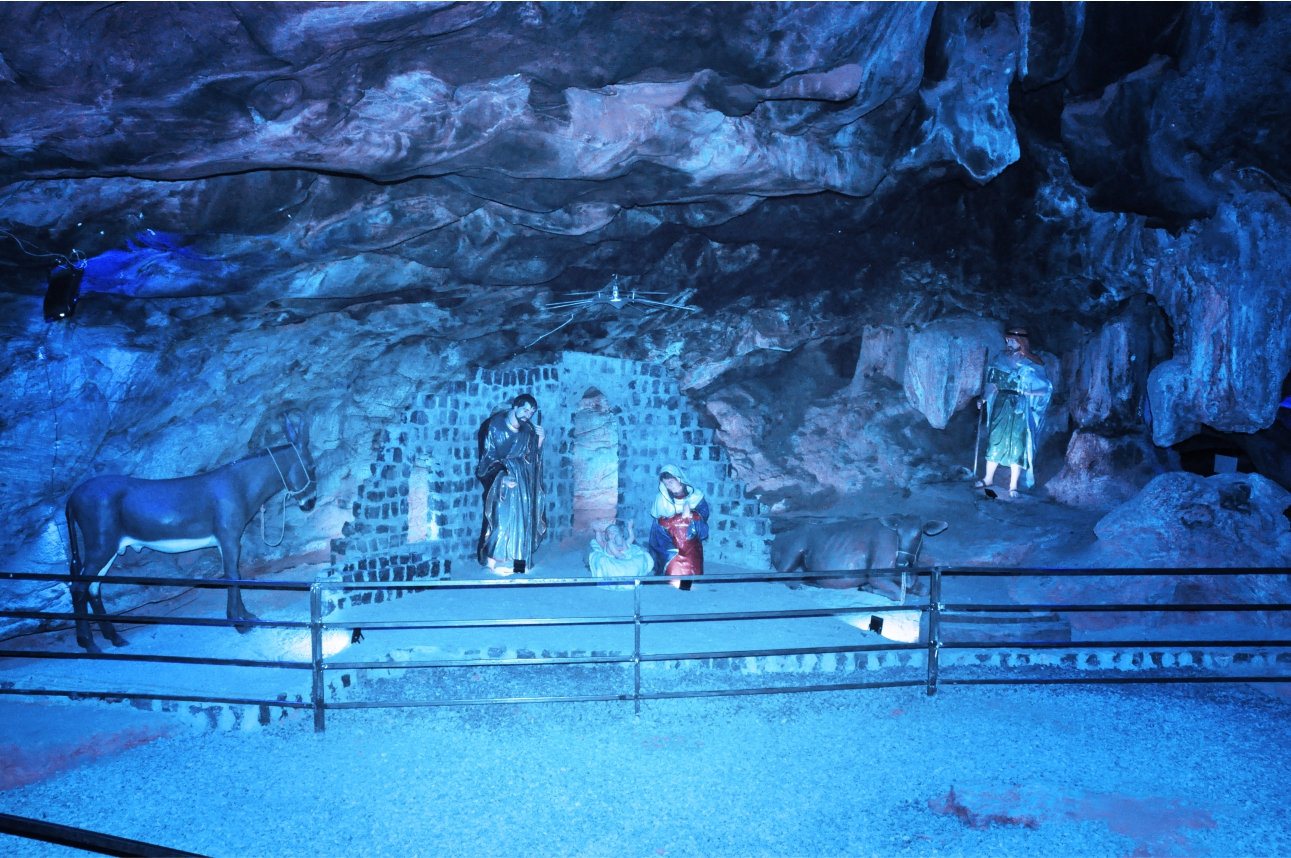
Visão geral do presépio que representa o nascimento de Jesus

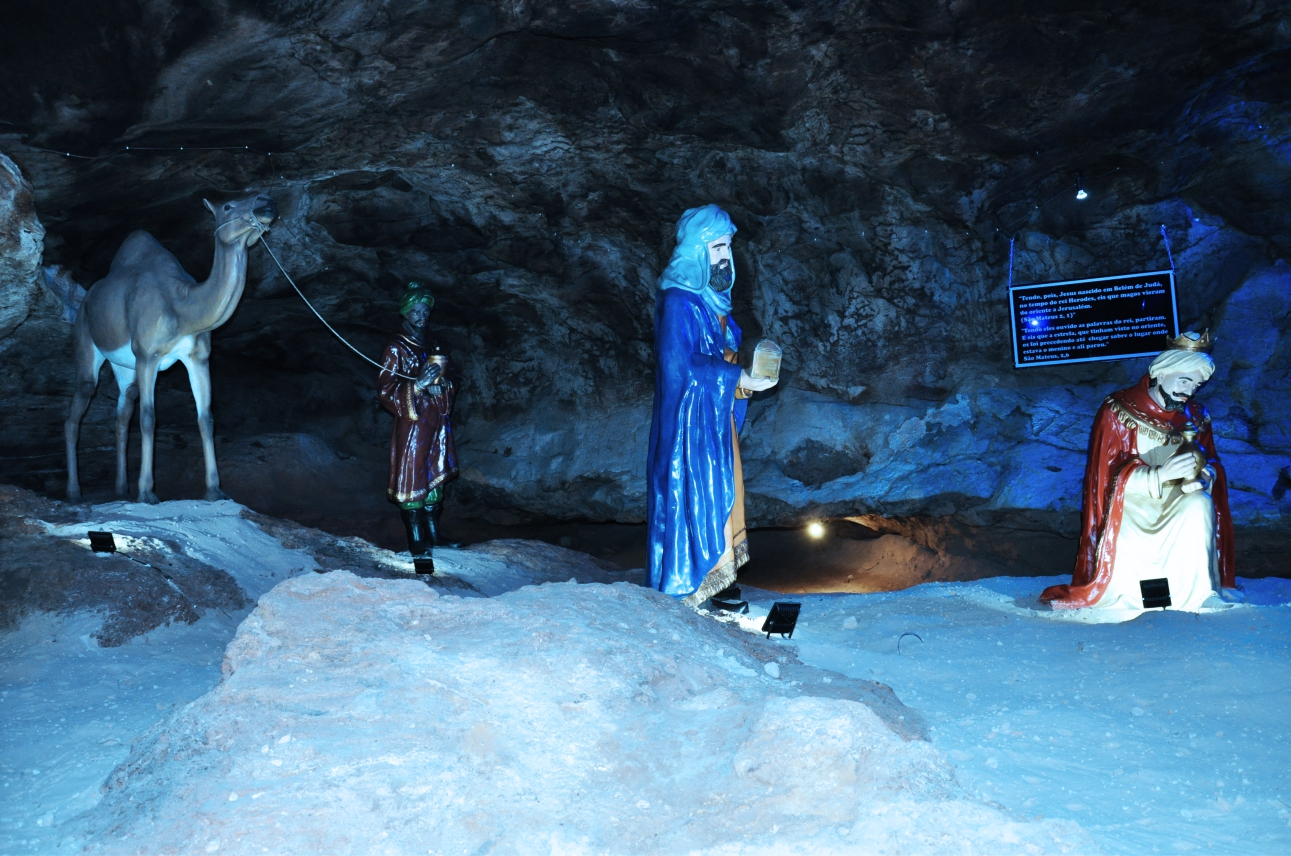
Visão geral do presépio que representa a chegada dos três Reis Magos

Gruta de Belém ou do Nascimento é um lugar religioso que faz parte das diversas grutas do Santuário do Bom Jesus da Lapa e de Nossa Senhora da Soledade em Bom Jesus da Lapa, Bahia, Brasil.
A gruta dedicada ao nascimento de Jesus Cristo, tem 50 metros de comprimento e cerca de 20 metros de largura. A escavação do corredor principal iniciou-se em 1965 e, depois de muito tempo, foi realizada uma grande reforma, deixando o ambiente com clima natalino.
Devido as fortes romarias ao Santuário da Lapa, é um dos pontos mais visitados deste templo, por ser um presépio permanente, lugar de espiritualidade e contemplação.